# Kolkata Knight Riders
A Kolkata Knight Riders (röviden: KKR, bengáli nyelven: কলকাতা নাইট রাইডার্স) a legnagyobb indiai Húsz20-as krikettbajnokság, az Indian Premier League egyik résztvevő csapata. Otthona Nyugat-Bengál állam fővárosa, Kolkata (Kalkutta), hazai pályája az Eden Gardens nevű stadion. Címerük lila és arany színekből áll, fő elemei egy nagy Kolkata Knight Riders felirat és fölötte egy jobbra néző sisak, amelyből (szintén lila) lángok csapnak ki.

## Története
A KKR a kezdetektől fogva tagja az Indian Premier League-nek. Amikor 2008-ban árverésre bocsátották a leendő csapatokat, 2,625 milliárd rúpiárt vette meg őket a híres színész, Sáhruh Khán tulajdonában álló Red Chillies Entertainment, illetve Dzsúhi Csávla színésznő és férje, Dzsaj Mehta.
Első három szezonjukban, 2008-tól 2010-ig Szaurav Gánguli és Brendon McCullum kapitánysága alatt nem értek el kimagasló eredményt, legjobb helyezésük a 6. volt. Mindezt annak ellenére, hogy olyan játékosok szerepeltek a csapatban, mint Ricky Ponting, Chris Gayle, Soeb Ahtar, Isánt Sarma és Ikbál Abdulla. 2011-ben már Gautam Gambhír volt a kapitány, akivel történetük során először bejutottak a rájátszásba. Ekkori kulcsjátékosaik Juszúph Pathán és Jacques Kallis voltak. 2012-ben, többek között új igazolásaiknak, Sunil Narine-nak és Robin Uthappának köszönhetően megszerezték első bajnoki címüket is, amit 2014-ben (ezúttal már Andre Russellel a soraikban) megismételtek. A következő évek közepes eredménnyel zárultak, és végül a 2018-as játékosárverés előtt úgy döntöttek, nem tartják meg Gambhírt.
A 2018-as szezonban új kapitányuk Dines Kártik lett, akivel a bronzéremig jutottak, de ő 2020-ban lemondott, helyette pedig Eoin Morgan érkezett, aki 2021-ben az ezüstéremig vezette a KKR-t.

## Eredményei az IPL-ben
| Év   | Alapszakasz-helyezés | Eredmény a rájátszásban |
| ---- | -------------------- | ----------------------- |
| 2008 | 6. hely              |                         |
| 2009 | 8. hely              |                         |
| 2010 | 6. hely              |                         |
| 2011 | 4. hely              | 4. hely                 |
| 2012 | 2. hely              | Bajnok                  |
| 2013 | 7. hely              |                         |
| 2014 | 2. hely              | Bajnok                  |
| 2015 | 5. hely              |                         |
| 2016 | 4. hely              | 4. hely                 |
| 2017 | 4. hely              | 3. hely                 |
| 2018 | 3. hely              | 3. hely                 |
| 2019 | 5. hely              |                         |
| 2020 | 5. hely              |                         |
| 2021 | 4. hely              | 2. hely                 |
| 2022 | 7. hely              |                         |
| 2023 | 7. hely              |                         |
| 2024 | 1. hely              | Bajnok                  |
| 2025 | 8. hely              |                         |